# Annibale Bergonzoli
Annibale Bergonzoli, med tilnavnet "barba elettrica", (1. november 1884 – 31. juli 1973) var en italiensk generalløjtnant under den Spanske Borgerkrig og 2. Verdenskrig. 
Han ledede forsvaret af Bardia i Libyen efter en kort offensiv ind i Ægypten  under ledelse af Rodolfo Graziani. I december 1940 erobredes Bardia under en britisk offensiv med kodenavnet Operation Compass, der blev ledet af general Richard O'Connor. Herved blev de italienske styrker tvunget til at trække sig tilbage ind i Cyrenaica. Bergonzoli fortsatte med at lede det italienske 23. korps i 10. armé under tilbagetrækningen. I februar efter det katastrofale nederlag ved Beda Fomm overgav Bergonzoli sig til australske styrker.

## Karriere
- 1928- Chef for 78. regiment Toscana
- Chef for 6. regiment Aosta
- Kommandant for reserveofficersskolen i Palermo
- 1935- Chef for 2. Celere Brigade Emanuele Filiberto Testa di Ferro
- 1937-1940 ledende general for 133. italienske pansrede division, Littorio, Spanien.
- 1940-1941 chef for 23. korps i Nordafrika.
- 1941-1946 krigsfange